# 2010 : Odyssée deux
Pour les articles homonymes, voir 2010 (homonymie) et Odyssée (homonymie).
2010 : Odyssée deux (titre original : 2010: Odyssey Two) est un roman de science-fiction publié en 1982, le deuxième de la tétralogie d'Arthur C. Clarke initiée par 2001, l'Odyssée de l'espace.

## Résumé
Neuf ans après les événements de 2001, le Dr Heywood Floyd accompagne un équipage russo-américain vers Jupiter à bord du Leonov, un vaisseau spatial affrété par l'URSS. Le but  principal de cette expédition est d'étudier l'étrange objet satellisé à un des points de Lagrange entre Io et Jupiter.
Mais leur mission ne s'arrête pas là. Ils devront rejoindre le vaisseau américain Discovery One, qui menace de s'écraser sur Io, et essayer de comprendre pour quelle raison le super-ordinateur Hal a fait avorter la mission de 2001.

## Les personnages
- Tatiana Orlov : Capitaine
- Dr Vassili Orlov : Astronome, navigateur
- Dr Maxime Braïlovski : Ingénieur
- Dr Alexandre Kovalev : Ingénieur, chargé des communications
- Dr Nikolaï Ternovski : Ingénieur, Informaticien
- Katerinea Roudenko : Médecin-Major et Chirurgien
- Dr Xénia Marchenko : Docteur
- Dr Heywood Floyd : Consultant
- Dr Chandra : Expert informatique
- Dr Curnow : Ingénieur

## Adaptation  cinématographique
- 1984 : 2010 : L'Année du premier contact (2010: The Year We Make Contact), film américain réalisé par Peter Hyams, avec Roy Scheider, John Lithgow et Helen Mirren

## Différences entre le livre et le film
- Dans le livre, il est question d'une tension internationale entre les États-Unis et l'URSS. Dans le film, les deux pays sont sur le point d'entrer en guerre et ont d'ailleurs entamé les hostilités.
- Dans le livre, les occupants du Leonov font le long voyage vers Jupiter en apesanteur. Dans le film, le vaisseau russe est doté de structures tournantes qui créent une pesanteur artificielle, à l'instar du carrousel de Discovery.
- Dans le livre, le vaisseau chinois Tsien dépasse le Leonov avant de se poser sur Europe, où il sera détruit par une créature émergeant de la glace. Dans le film, il n'y a pas de vaisseau chinois ; c'est le Leonov qui envoie une sonde vers Europe, où elle sera détruite par les forces qui manipulent le monolithe.
- Dans le livre, le Leonov ne déploie aucune structure gonflable avant d'entamer son freinage aérodynamique dans la haute atmosphère de Jupiter. Dans le film, une telle structure existe et fait d'ailleurs l'objet de vues spectaculaires.
- Dans le livre, un des « pods » sans équipage du Discovery est téléguidé pour examiner de près le monolithe. Dans le film, c'est un cosmonaute russe qui est envoyé examiner ce dernier à bord d'une navette du Leonov. Ce qui vaudra à ce cosmonaute de connaitre une fin tragique.
- Dans le livre, le Leonov est arrimé au Discovery avec les bandes plastiques qui devaient servir à entourer le monolithe pour y attacher des appareils de mesure. Dans le film, le Leonov s'arrime au vaisseau américain au moyen d'une sorte de grande pince placée sous sa coque.

- Dans le livre, lorsque Jupiter s'allume pour devenir un soleil miniature et que l'onde de choc atteint le Leonov en fuite, cet effet est à peine ressenti. Dans le film, cela lui fait l'effet qu'aurait une grosse lame de fond sur un navire.
- Dans le livre, lasse de l'attendre et parce qu'elle était opposée à ce voyage, la seconde femme d'Heywood Floyd se sépare de lui avant son retour. Ce ressort dramatique est absent du film.

## Divers
- Un lien inattendu et discret avec Alien - Le huitième passager a été créé par l'auteur. Lorsque Curnow et Braïlovski entrent dans le Discovery, l'Américain demande au Russe de ne surtout pas aller chercher le chat ; une référence à la scène où Brett s'en va chercher le chat pour se retrouver devant l'alien qui va le tuer[1].